# Kreuz As (Schiff)
Das Fahrgastschiff Kreuz As wurde 1929 bei der Werft der Gebr. Wiemann in Brandenburg an der Havel mit der Baunummer 248 gebaut.

## Geschichte
Zu den bekanntesten Unternehmen der Fahrgastschifffahrt im Raum Berlin gehörte die Reederei Otto Schmidt, die ihren Betrieb 1921 mit dem Motorschiff Forelle aufnahm. Otto Schmidt zog von seiner Anlegestelle an der Schillingbrücke zur Kottbusser Brücke in Kreuzberg um. Im Jahr 1924 ließ die Reederei Schmidt bei der Werft der Gebr. Winkler in der Landgemeinde Kalkberge an den Rüdersdorfer Gewässern das, wie man es damals bezeichnete, Winter-Salon-Motorschiff mit Dampfheizung, Pik As bauen. Es war das erste Schiff mit diesem Namen und dem damaligen Geschmack entsprechend mit runden Marmortischen ausgestattet und gehörte zu den ersten Dieselmotorschiffen. Mit diesem Schiff, auf dem für etwa 40 Personen Übernachtungsmöglichkeiten geschaffen werden konnten, veranstaltete die Reederei Schmidt neben Fahrten in die Umgebung Berlins mehrtägige Fernfahrten von der Kottbusser Brücke in Berlin nach Hamburg und nach Stettin. Aufgrund des wirtschaftlichen Erfolges gab Otto Schmidt 1926 bei der Werft von Bergmann & Westphal in Berlin-Stralau das Motorschiff Herz As, ebenfalls das erste Schiff mit diesem Namen, in Auftrag und kaufte das ebenfalls von der Werft Gebr. Winkler hergestellte Motorschiff Karo As. 1929 kam dann das Motorschiff Kreuz As hinzu. Auch mit diesem Schiff veranstaltete die Reederei Schmidt neben Fahrten in die Umgebung Berlins mehrtägige Fernfahrten von der Kottbusser Brücke am Landwehrkanal nach Hamburg und nach Stettin. Die Kreuz As wurde am 12. März 1934 als eines der ersten Schiffe im am selben Tag offiziell eröffneten Schiffshebewerk Niederfinow befördert. Während des Zweiten Weltkrieges wurde das Schiff beschädigt und brannte aus.

## Das Schiff
Die Reederei Otto Schmidt konnte 1957 das Wrack des während des Krieges ausgebrannten Motorschiffs Kreuz As zurück erwerben, das damals in Glindow lag. Im Juli 1958 wurde das alte Flaggschiff der Reederei mit einer Flasche Sekt, die in den Schornstein gegossen wurde, erneut in Fahrt gebracht. Aus dem 1929 bei der Werft der Gebr. Wiemann in Brandenburg gebauten Schiff war ein Doppeldecker mit versenkbarem Kunststoffdach über dem Mittelschiff geworden.
Das Schiff in seiner aktuellen Form ist 39,80 Meter lang, 5,65 Meter breit und hat einen mittleren Tiefgang von 1,35 Meter. Angetrieben wird das Schiff von einem Mercedes-Benz OM 442 V 8 Motor mit 267 PS, der über eine Welle auf den Propeller wirkt. Zur Stromerzeugung steht ein Generatormotor zur Verfügung. Zugelassen ist das Schiff für die Beförderung von maximal 200 Personen. Zur gastronomischen Versorgung der Fahrgäste stehen eine Kombüse, ein Tresenbereich und ein Serviceteam, je nach Anzahl der Gäste und Fahrtgebiet angepasst, zur Fahrgastbetreuung zur Verfügung. Die Reederei hat ihren Firmensitz in Berlin-Charlottenburg am Tegeler Weg.

## Bilder

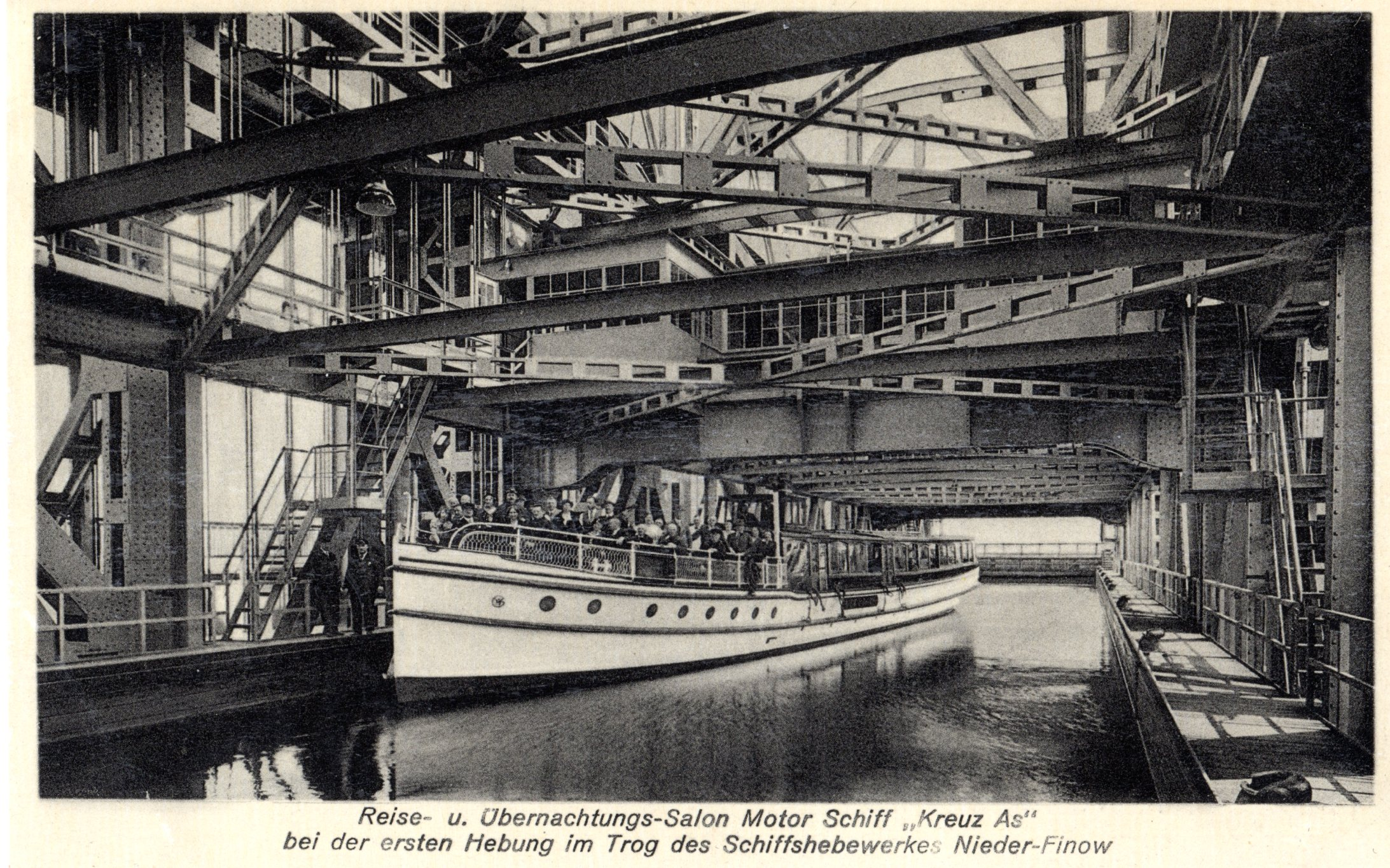
Im Schiffshebewerk Niederfinow 12. März 1934
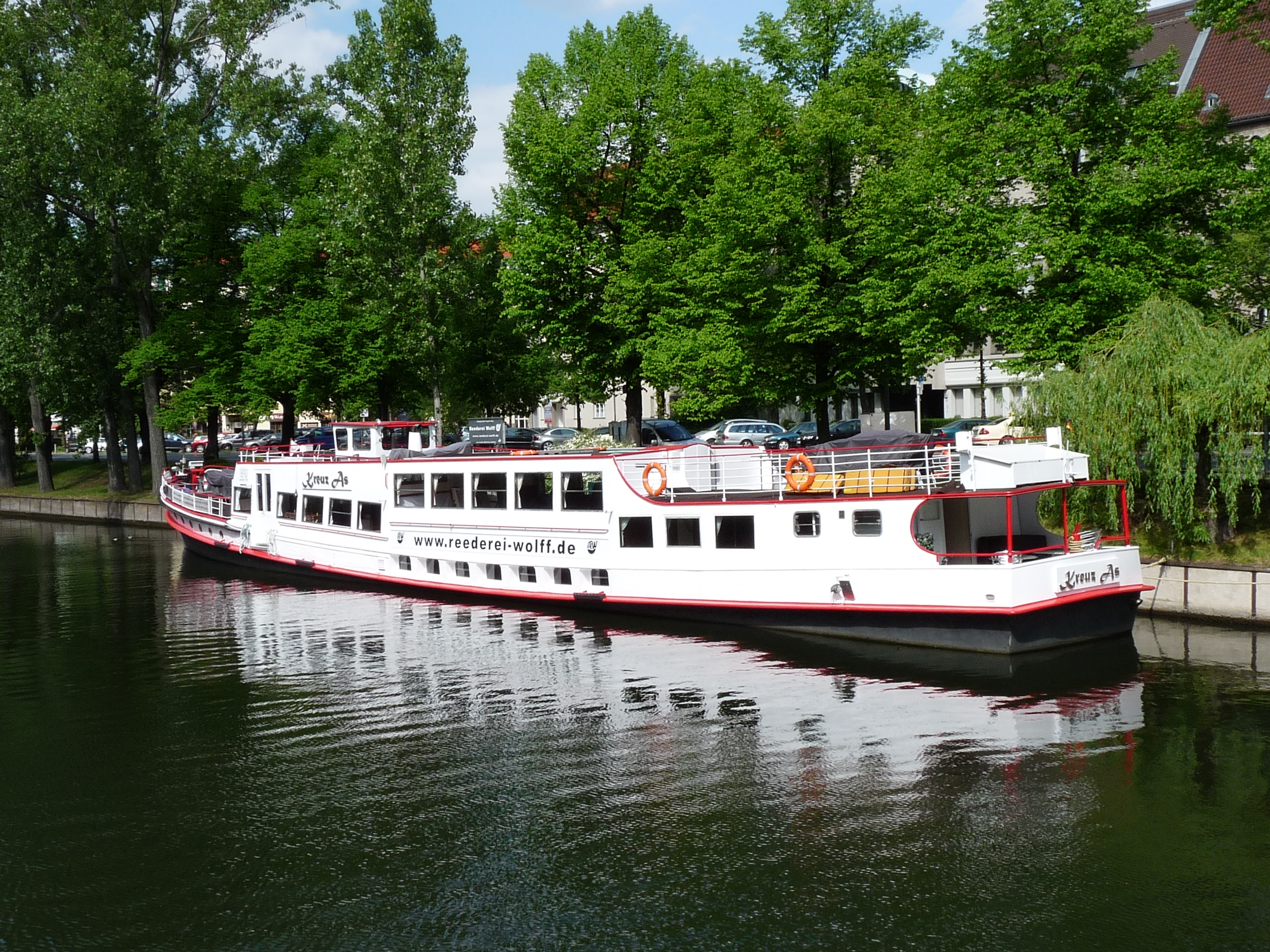
Heckansicht
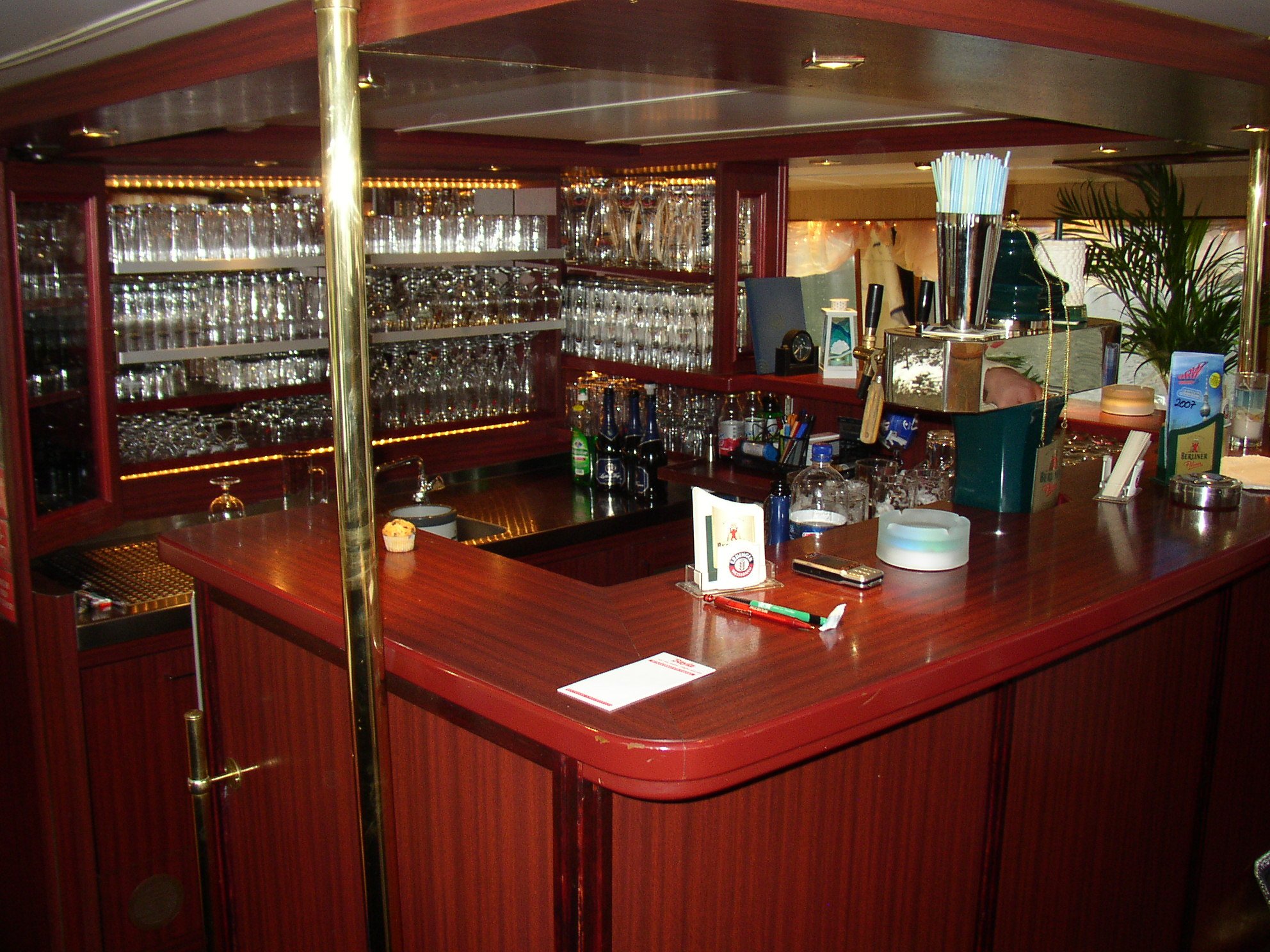
Tresenbereich